# Teodosio di Siracusa
Teodosio (Siracusa, ... – ...; fl. IX secolo) è stato un monaco cristiano e grammatico italiano, vissuto in epoca bizantina, intorno al IX secolo.
È noto per aver scritto un'epistola ad un certo arcidiacono Leo, di cui non si sa nulla. Nella lettera, Teodosio descrisse la tragica presa araba di Siracusa.

## Biografia
Secondo la sua stessa testimonianza venne condotto, insieme all'arcivescovo di Siracusa, Sofronio, e ai superstiti della popolazione siracusana, in catene fino a Palermo; divenuta sede dei conquistatori emiri.
Sofronio e Teodosio, dopo cinque giorni dalla loro prigionia in Palermo, furono condotti al cospetto dell'emiro supremo di Sicilia, che Teodosio descrive in questi termini:
Dopo il colloquio, incentrato su argomenti religiosi, Teodosio e l'arcivescovo vennero rinchiusi nelle prigioni di Palermo e lì rimasero per diversi anni.
La lettera di Teodosio a questo punto si interrompe, ma da fonti bizantine si viene informati che i prigionieri di Siracusa vennero liberati dopo 7 anni (dall'878 all'885) con il pagamento di un riscatto; non è possibile tuttavia sapere se tra questi superstiti resi liberi vi era ancora in vita anche il monaco Teodosio.

### La lettera di Teodosio
La lettera, in origine scritta in greco, fu edita per la prima volta in traduzione latina da Ottavio Gaetani, nel tomo II delle Vitae Sanctorum Siculorum (Panormi, Cirilli, 1657) e ripubblicata con le note del Gaetani da Ludovico Antonio Muratori nel tom. 1, part. 2 dei Rerum Italicarum scriptores (online). Il testo greco, conservatosi solo in minima parte, fu edito dal bizantinista francese Carl Benedict Hase (Parigi 1819), e nuovamente da Carlo Oreste Zuretti (Palermo 1910).